# 重戦車総攻撃
『重戦車総攻撃』（じゅうせんしゃそうこうげき、The Young Warriors）は、1967年のアメリカ合衆国の映画。ジョン・ペイサー監督の作品で、出演はジェームス・ドゥルーリーなど。
戦闘シーンのほとんどは、映画『地獄の戦線』から流用されている。

## キャスト
| 役名             | 俳優                     | 日本語吹替                         | 日本語吹替                     |
| 役名             | 俳優                     | TBS版                              | NETテレビ版                    |
| ---------------- | ------------------------ | ---------------------------------- | ------------------------------ |
| クーリー軍曹     | ジェームス・ドゥルーリー | 木村幌                             | 小林修                         |
| ハッカー         | スティーヴ・カールソン   | 井上真樹夫                         | 富山敬                         |
| ガスリー         | ジョナサン・デイリー     |                                    | 山田康雄                       |
| フォーリー       | ロバート・パイン         |                                    | 納谷六朗                       |
| ライリー         | マイケル・スタンウッド   |                                    | 井上真樹夫                     |
| リッピンコット   | ジェフ・スコット         |                                    | 青野武                         |
| ハリス           | ジョニー・アディン       |                                    | 市川治                         |
| フェアチャイルド | ハンク・ジョーンズ       |                                    | 八代駿                         |
| トレモント       | トム・ノーラン           |                                    | 石丸博也                       |
| ウォーマン軍曹   | ノーマン・フェル         |                                    | 雨森雅司                       |
|                  |                          |                                    |                                |
| 演出             | 演出                     |                                    | 高桑慎一郎                     |
| 翻訳             | 翻訳                     |                                    | 鈴木導                         |
| 効果             | 効果                     |                                    | 大野義信                       |
| 調整             | 調整                     |                                    | 山田太平                       |
| 制作             | 制作                     |                                    | グロービジョン                 |
| 解説             | 解説                     | 荻昌弘                             | 淀川長治                       |
| 初回放送         | 初回放送                 | 1971年3月15日 『月曜ロードショー』 | 1975年6月29日 『日曜洋画劇場』 |

## スタッフ
- 監督：ジョン・ペイサー
- 製作：ゴードン・ケイ
- 原作：リチャード・マシスン
- 脚本：リチャード・マシスン
- 撮影：ロイヤル・グリッグス
- 編集：ラッセル・F・シェーンガース